# Omalizumab
L'omalizumab est un anticorps monoclonal recombinant ciblé sur l'immunoglobuline E, développé comme médicament dans les états allergiques, dont l'asthme.

## Mode d'action
L'immunoglobuline E intervient dans les phénomènes allergiques.
L'omalizumab réduit le taux d'immunoglobuline E ainsi que la sensibilité du récepteur à cet immunoglobuline (FcεRI). Il est surtout efficace sur la phase tardive de la réaction allergique lors de tests cutanés.

## Efficacité
Il améliore les symptômes de l'asthme, indication pour laquelle son utilisation est retenue.
En combinaison avec une immunothérapie, il est efficace dans la réduction des symptômes d'une rhinite allergique saisonnière.
Il améliore les symptômes de l'urticaire chronique résistant aux anti-histaminiques, indication pour laquelle il reçoit l'accord de l'Agence européenne des médicaments.

## Effets secondaires
Le médicament est bien toléré sur plusieurs années. Un risque accru de cancer a été suspecté sur les premières études mais n'a pas été ensuite retrouvé.